# Ulric de Zell
Ulric de Zell o Wulderic de Cluny o de Ratisbona (Ratisbona, Baviera, 1029 - Monestir de Zell, Bollschweil, Baden-Württemberg, 1093) fou un abat benedictí, reformador cluniacenc. És venerat com a sant per diferents confessions cristianes.

## Biografia
Ulrich nasqué en una família rica i devota; era fill de Bernhold i Bucca, neboda del bisbe Gebhard II de Ratisbona. Probablement fou educat a l'escola de l'abadia de St. Emmeram, amb Guillem de Hirsau, amb qui feu amistat per tota la vida. En 1043 fou cridat a la cort pel seu padrí, Enric III, rei dels germans, per ésser-hi patge de la reina Agnès de Poitou. La reina era de la casa dels ducs d'Aquitània, patrons de l'abadia reformista de Cluny.
Fou ordenat diaca pel seu oncle Nidger, bisbe de Freising, i fou ardiaca d'aquesta catedral. Mogut per l'esperit de reforma impulsat pels cluniacencs, en tornar d'un viatge a Roma, va repartir les seves possessions entre els pobres i marxà en pelegrinatge a Terra Santa. En tornar tornà a visitar Roma i, de retorn a Ratisbona, hi fundà una comunitat religiosa benedictina de caràcter reformista, i en 1061, anà a l'Abadia de Cluny, on fou monjo sota l'abat Hug de Cluny.
Hi fou ordenat prevere i confessor del convent de Mareigny, al bisbat d'Autun, i prior de la comunitat masculina del mateix lloc. En un accident, perdé un ull i tornà a Cluny. Fou després prior de Peterlingen (avui Payerne, diòcesi de Lausana), però tingué conflictes amb el bisbe Burcard d'Oltingen, partidari d'Enric IV del Sacre Imperi Romanogermànic, i tornà a Cluny, on fou conseller de l'abat. Redactà les Consuetudines cluniacenses (Costums de Cluny) a instància de Guillem d'Hirsau. Els dos primers llibres, sobre litúrgia i educació dels novicis, entre 1079 i 1082; el tercer, abans del 1087, tracta sobre l'administració dels monestirs.
Per influència seva, el priorat benedictí de Rüeggisberg passà a la reforma cluniacenca en 1072, esdevenint la primera comunitat reformada a terres germàniques. Fundà un monestir en unes terres donades per un noble a Grüningen, prop de Breisach. En 1087, però, per problemes de sostenibilitat de l'emplaçament, la comunitat es traslladà a Zell (Sell, Sella, Villmarszelle), on es fundà el Priorat de Sant Ulric de la Selva Negra, que assolí un gran prestigi per la seva disciplina. Era visitat amb freqüència pel beat bisbe Gebhard III de Basilea. En 1090 fundà el priorat de Bollschweil, de monges cluniacenques, prop de Zell.
Passà els dos últims anys de vida cec, fins que morí a Zell, probablement el 10 de juliol de 1093.

## Veneració
Sebollit al claustre, el seu cos fou traslladat després a l'església de Zell. La seva festa se celebrà per primer cop el 14 de juliol de 1139, i en aquesta data es continua celebrant avui dia. La seva vida fou escrita per Hermann de Zähringen, marcgraf de Baden i després monjo de Cluny, però avui és perduda. Cap al 1109, un monjo de Zell n'escrigué una altra vida, i entre 1109 i 1130, un altre monjo, la Vita posterior, que són les principals fonts per a conèixer-lo.

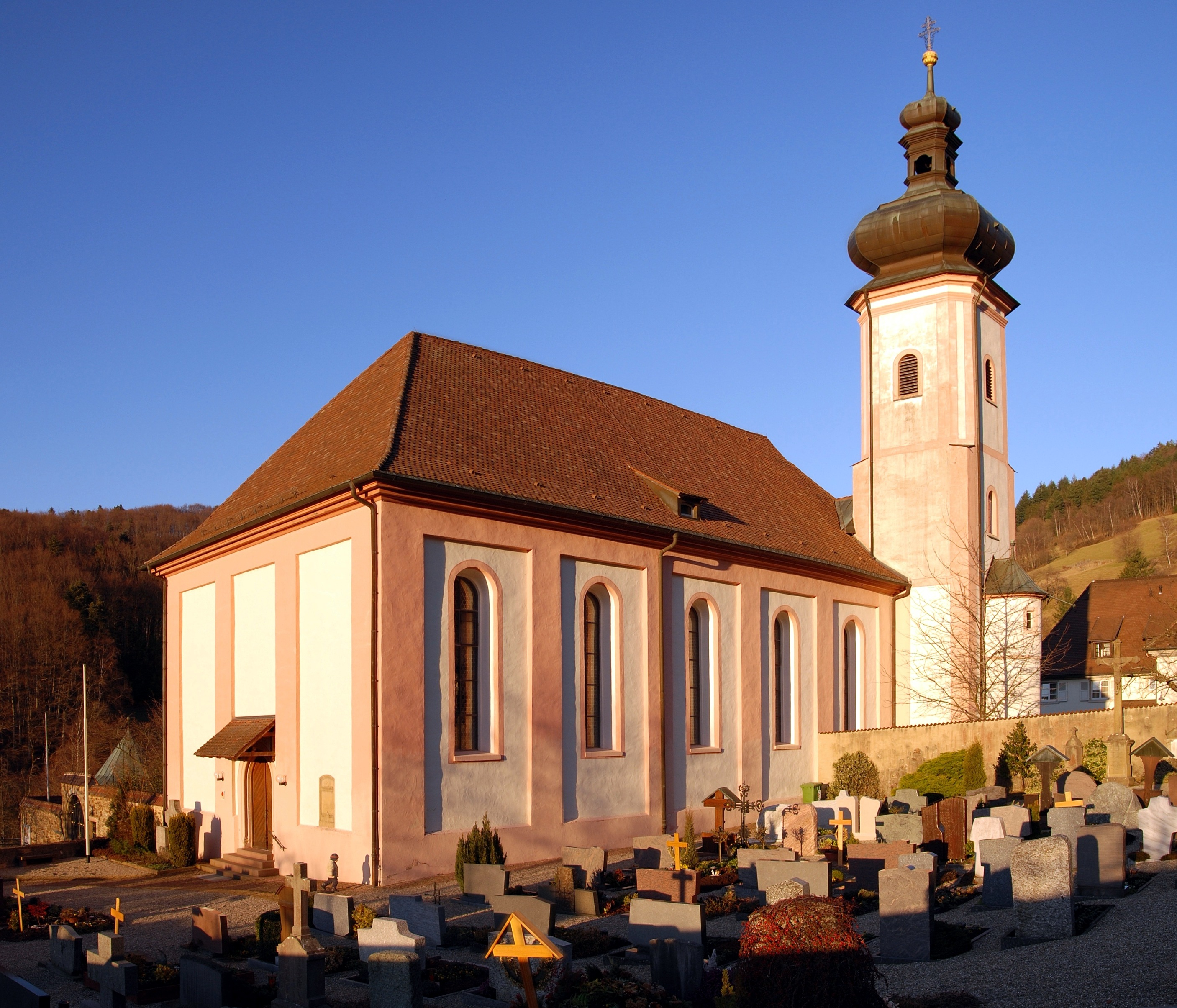
Església de St. Ulrich, antiga església de l'abadia de Zell
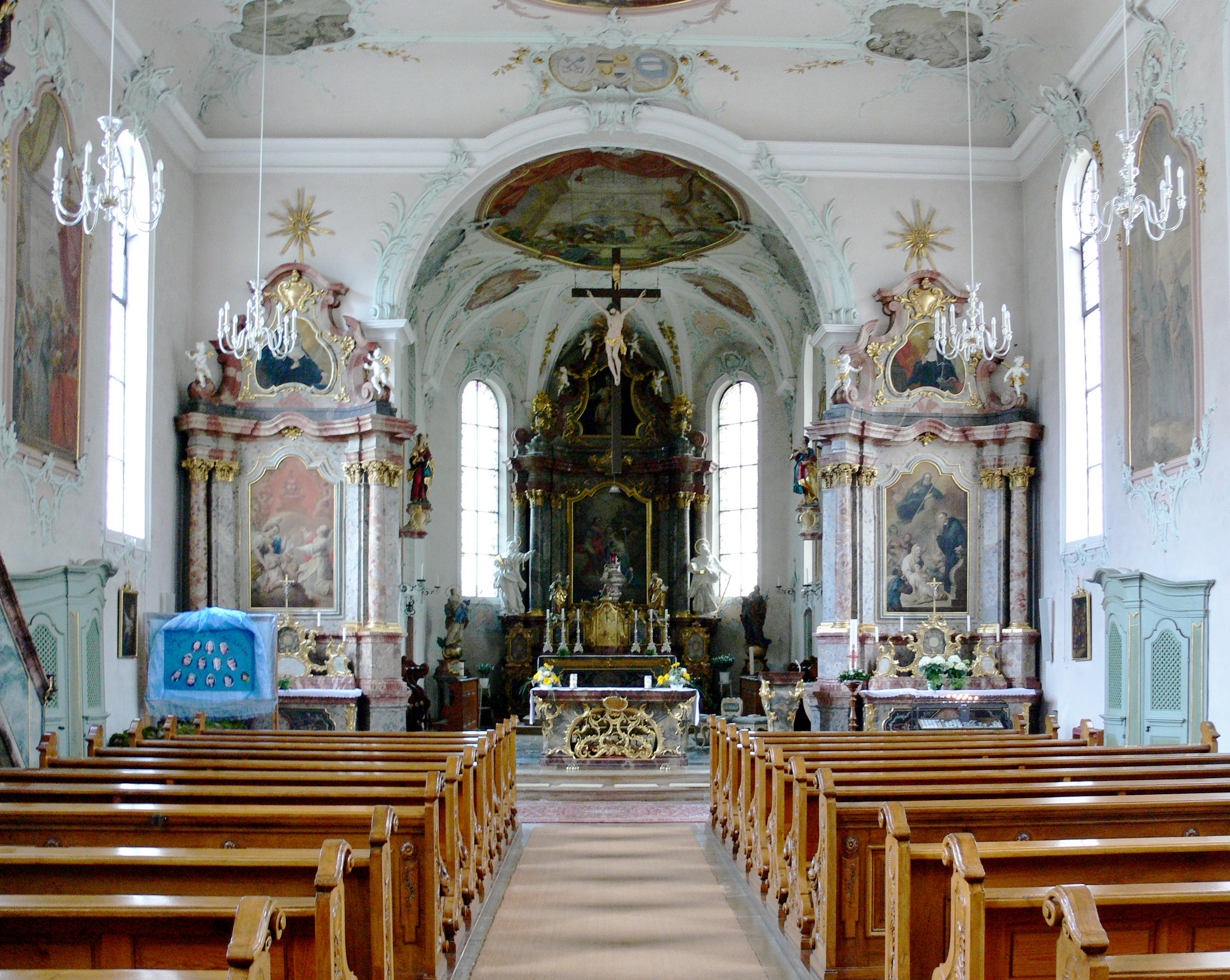
Interior de l'església
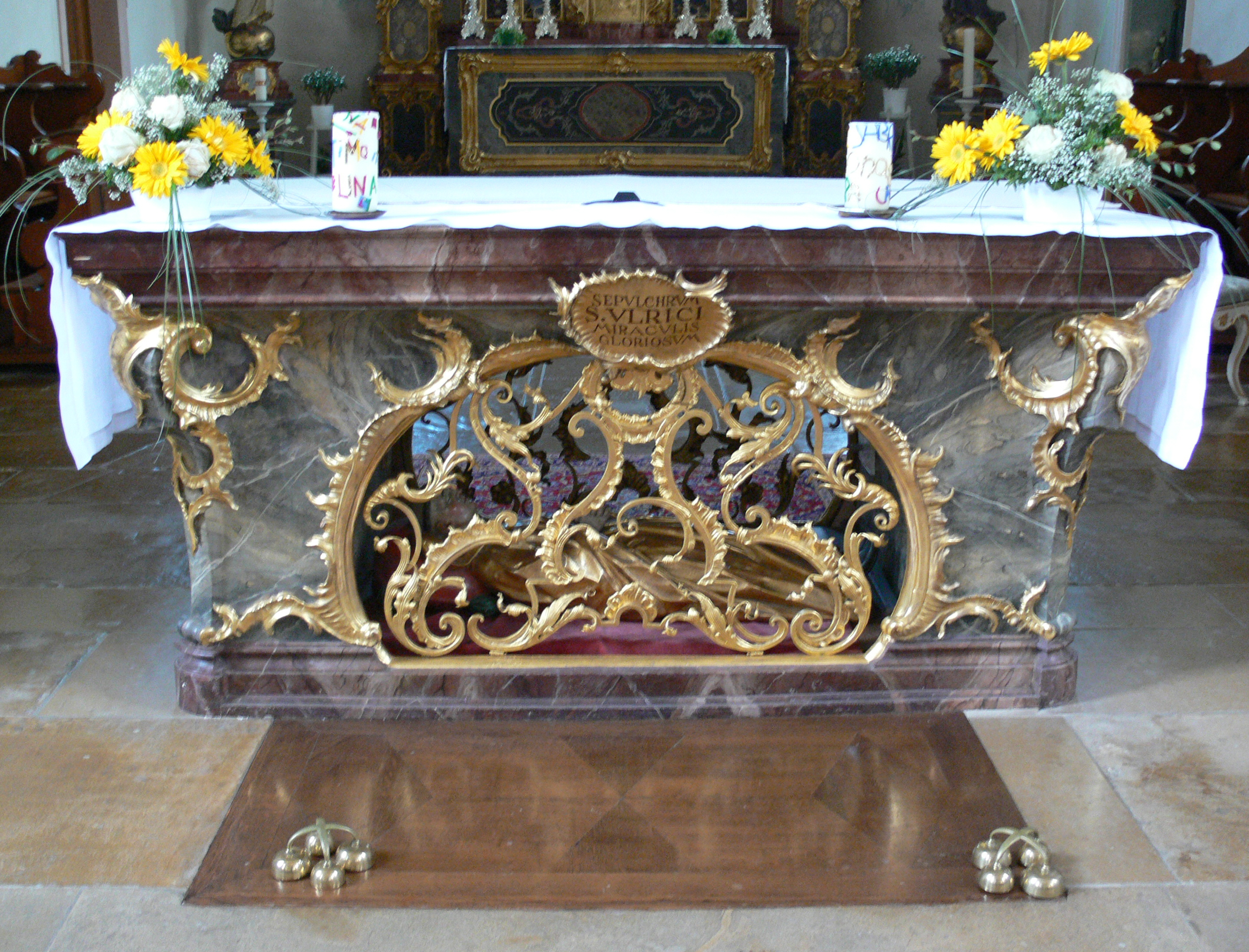
Altar de l'església, amb la tomba del sant
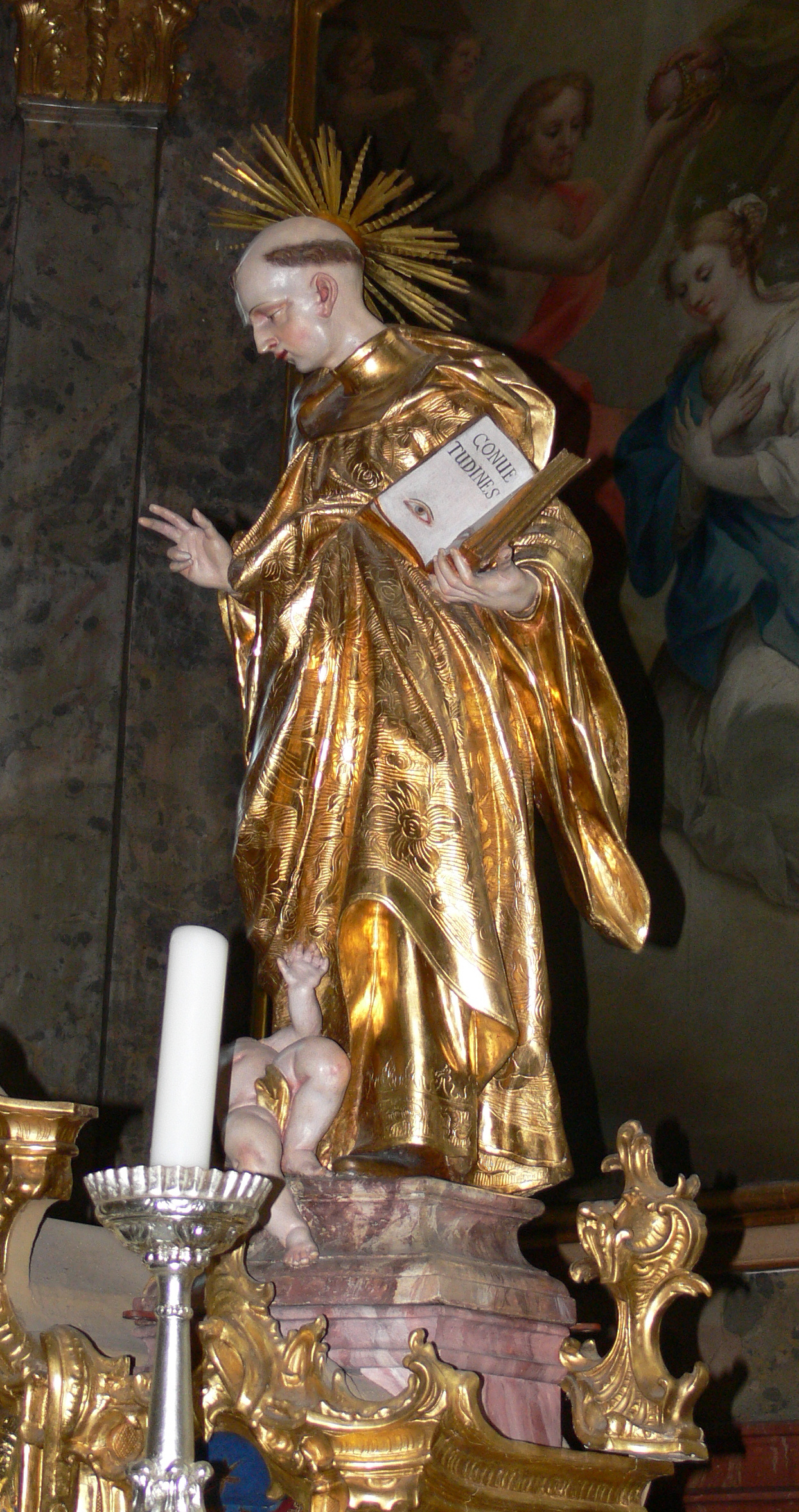
Imatge de S. Ulric a l'església de Zell
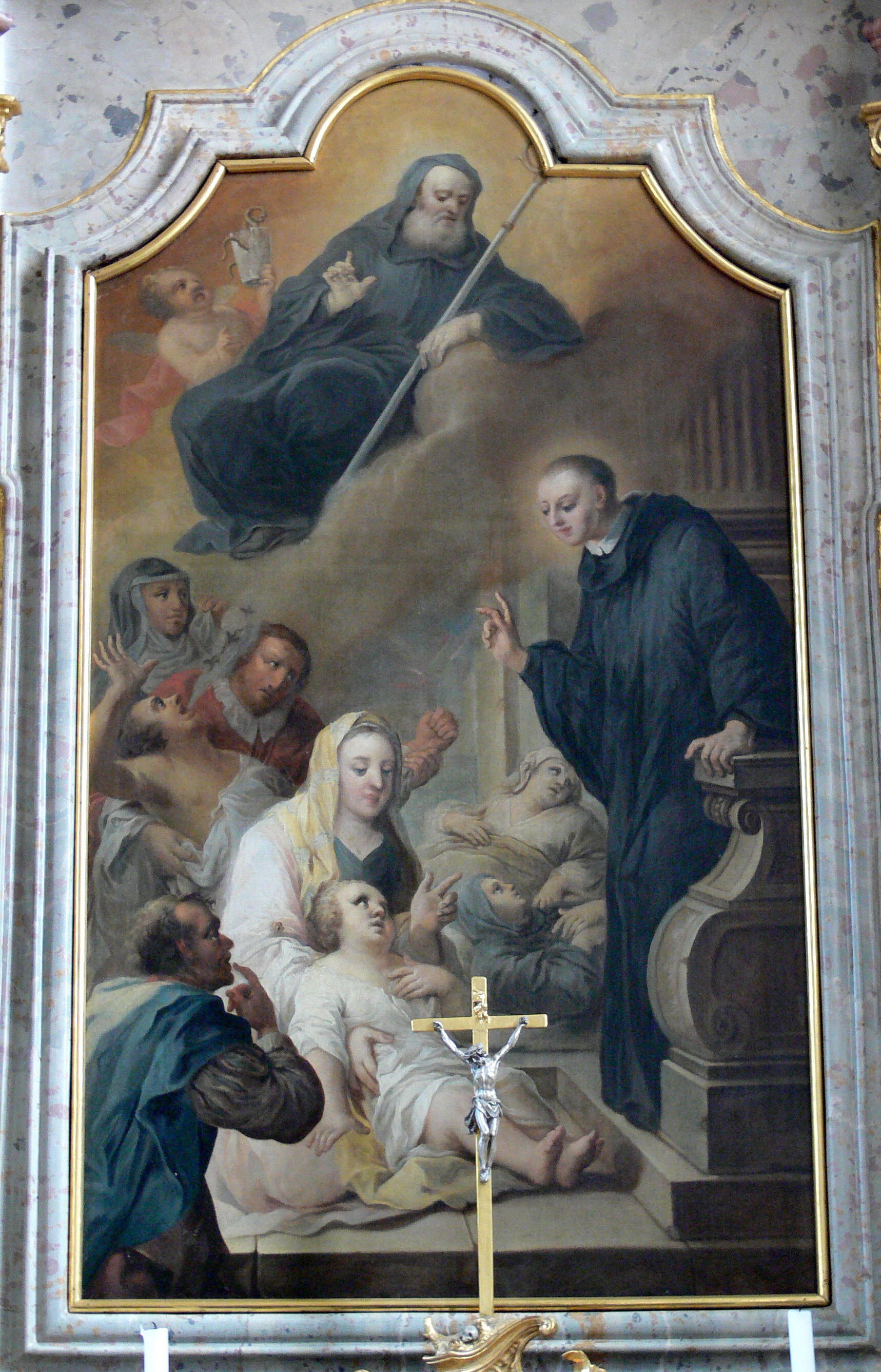
Pintura de l'abadia de Zell, amb Ulric fent un miracle, amb Sant Benet de Núrsia al cel mirant, s. XVIII
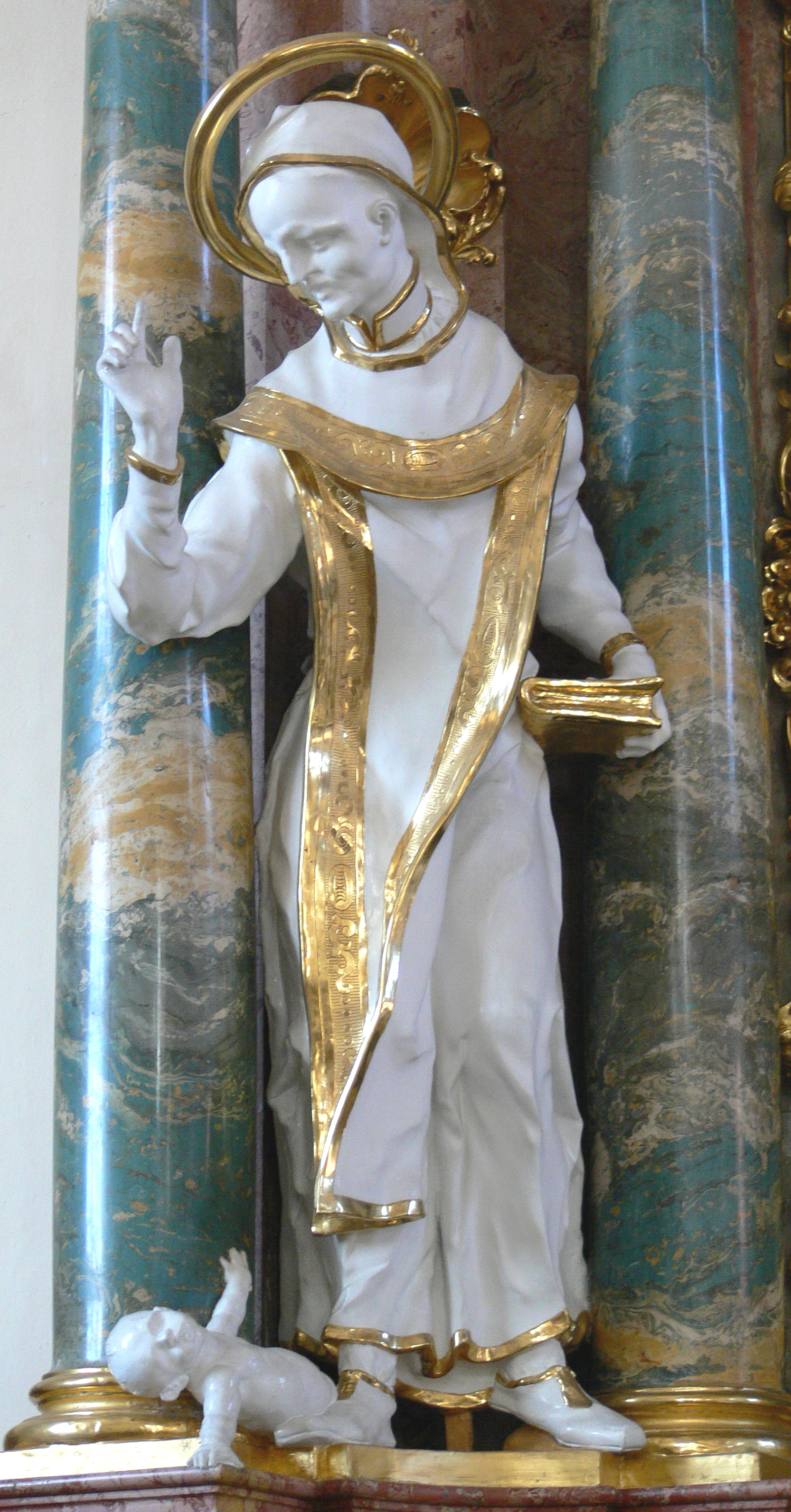
S. Ulric sanant un nen (S. Peter Schwarzwald)